# Kleinostheim
Kleinostheim es un municipio alemán, ubicado en el distrito de Aschaffenburg, en el Regierungsbezirk de Baja Franconia, en el Estado federado de Baviera.
Se ubica a 40 km al sureste de Fráncfort, aguas arriba del río Meno, en el extremo occidental de las Spessart, cerca de Aschaffenburg.